# بوریانا
بوریانا (به ایتالیایی: Borriana) یک کومونه در ایتالیا است که در استان بیه‌لا واقع شده‌است.

## خصوصیات
بوریانا ۵ کیلومترمربع مساحت و ۸۹۴ نفر جمعیت دارد و ۳۵۰ متر بالاتر از سطح دریا واقع شده‌است.